# بنوفر
بنوفر إحدى قرى مركز كفر الزيات التابع لمحافظة الغربية بجمهورية مصر العربية.

## التاريخ
قرية بنوفر من القرى القديمة، واسمها الأصلي Nofir حيث ذكرها هنري جوتييه في كتابه «قاموس الأسماء الجغرافية في النصوص الهيروغليفية»، وقال أنها من توابع صا. ورد ذكر اسم «بنوفر» في أعمال جزيرة بني نصر ضمن قرى الروك الصلاحي التي أحصاها ابن مماتي في كتاب قوانين الدواوين.
كما ورد اسم «بنوفر» في أعمال جزيرة بني نصر ضمن قرى الروك الناصري التي أحصاها ابن الجيعان في كتاب «التحفة السنية بأسماء البلاد المصرية». ذكرها علي مبارك في كتابه الخطط التوفيقية، حيث ذكر أنها من قرى مديرية الغربية بقسم كفر الزيات، وأن بها جامع وجملة من النخيل ومهنة أهلها الزراعة.

## السكان
بلغ عدد سكان بنوفر 19,627 نسمة حسب تقدير عام 2018.
| السنة  | 1882 | 1897 | 1907 | 1927 | 1960 | 1976 | 1986   | 1996   | 2006   | 2018   |
| ------ | ---- | ---- | ---- | ---- | ---- | ---- | ------ | ------ | ------ | ------ |
| القرية | 1307 | 2978 | 3634 | 4095 | 5315 | 8005 | 10,762 | 12,222 | 14,259 | 19,627 |